# العلاقات البوسنية الميانمارية
العلاقات البوسنية الميانمارية هي العلاقات الثنائية التي تجمع بين البوسنة والهرسك وميانمار.

## مقارنة بين البلدين
هذه مقارنة عامة ومرجعية للدولتين:
| وجه المقارنة                                              | البوسنة والهرسك                                             | ميانمار          |
| --------------------------------------------------------- | ----------------------------------------------------------- | ---------------- |
| المساحة (كم2)                                             | 51.20 ألف                                                   | 676.58 ألف       |
| عدد السكان (نسمة)                                         | 3.51 مليون                                                  | 53.37 مليون      |
| الكثافة السكانية (ن./كم²)                                 | 68.55                                                       | 78.88            |
| العاصمة                                                   | سراييفو                                                     | نايبيداو، يانغون |
| اللغة الرسمية                                             | اللغة البوسنوية، اللغة الكرواتية، اللغة الصربية             | اللغة البورمية   |
| العملة                                                    | مارك بوسني                                                  | كيات ميانماري    |
| الناتج المحلي الإجمالي (بليون دولار)                      | 18.17 مليار                                                 | 69.32 مليار      |
| الناتج المحلي الإجمالي (تعادل القوة الشرائية) بليون دولار | 41.35 مليار                                                 | 282.95 مليار     |
| الناتج المحلي الإجمالي الاسمي للفرد دولار أمريكي          | 4.25 ألف                                                    | 1.16 ألف         |
| الناتج المحلي الإجمالي للفرد دولار أمريكي                 | 10.43 ألف                                                   |                  |
| مؤشر التنمية البشرية                                      | 0.733                                                       | 0.536            |
| رمز المكالمات الدولي                                      | +387                                                        | +95              |
| رمز الإنترنت                                              | .ba                                                         | .mm              |
| المنطقة الزمنية                                           | توقيت وسط أوروبا، ت ع م+01:00، ت ع م+02:00، أوروبا/سراييفو ‏ | ت ع م+06:30      |

## منظمات دولية مشتركة
يشترك البلدان في عضوية مجموعة من المنظمات الدولية، منها:
| علم المنظمة | اسم المنظمة                        | تاريخ انضمام البوسنة والهرسك | تاريخ انضمام ميانمار |
| ----------- | ---------------------------------- | ---------------------------- | -------------------- |
|             | مؤسسة التنمية الدولية              | 25 فبراير 1993               | 5 نوفمبر 1962        |
|             | مؤسسة التمويل الدولية              | 25 فبراير 1993               | 3 ديسمبر 1956        |
|             | منظمة حظر الأسلحة الكيميائية       | ?                            | ?                    |
|             | الأمم المتحدة                      | 22 مايو 1992                 | 19 أبريل 1948        |
|             | الاتحاد الدولي للاتصالات           | 20 أكتوبر 1992               | 15 سبتمبر 1937       |
|             | منظمة الشرطة الجنائية الدولية      | ?                            | ?                    |
|             | البنك الدولي للإنشاء والتعمير      | 25 فبراير 1993               | 3 يناير 1952         |
|             | الاتحاد البريدي العالمي            | ?                            | ?                    |
|             | وكالة ضمان الاستثمار متعدد الأطراف | 19 مارس 1993                 | 16 ديسمبر 2013       |
|             | يونسكو                             | 2 يونيو 1993                 | 27 يونيو 1949        |

## وصلات خارجية
- موقع وزارة الخارجية البوسنية
- موقع وزارة الخارجية الميانمارية